# Pareuchiloglanis
Pareuchiloglanis es un género de peces de la familia Sisoridae en el orden de los Siluriformes.

## Especies
Las especies de este género son:
- Pareuchiloglanis abbreviatus Li, Zhou, Thomson, Zhang & Yang, 2007
- Pareuchiloglanis anteanalis Fang, Xu & Cui, 1984
- Pareuchiloglanis brevicaudatus Nguyen, 2005
- Pareuchiloglanis feae (Vinciguerra, 1890)
- Pareuchiloglanis gracilicaudata (Wu & Chen, 1979)
- Pareuchiloglanis longicauda (Yue, 1981)
- Pareuchiloglanis macrotrema (Norman, 1925)
- Pareuchiloglanis myzostoma (Norman, 1923)
- Pareuchiloglanis namdeensis Nguyen, 2005
- Pareuchiloglanis nebulifer Ng & Kottelat, 2000
- Pareuchiloglanis poilanei Pellegrin, 1936
- Pareuchiloglanis prolixdorsalis Li, Zhou, Thomson, Zhang & Yang, 2007
- Pareuchiloglanis rhabdurus Ng, 2004
- Pareuchiloglanis robustus Ding, Fu & Ye, 1991
- Pareuchiloglanis sichuanensis Ding, Fu & Ye, 1991
- Pareuchiloglanis sinensis (Hora & Silas, 1952)
- Pareuchiloglanis songdaensis Nguyen & Nguyen, 2001
- Pareuchiloglanis songmaensis Nguyen & Nguyen, 2001
- Pareuchiloglanis tamduongensis Nguyen, 2005
- Pareuchiloglanis tianquanensis Ding & Fang, 1997